# عصام سکین
عصام سکین (انگلیسی: Esam Sakeen؛ زادهٔ ۲ ژوئیهٔ ۱۹۷۱) بازیکن فوتبال اهل کویت بود.
وی همچنین در تیم ملی فوتبال کویت بازی کرده‌است.